# NGC 3254
NGC 3254 (другие обозначения — UGC 5685, MCG 5-25-18, ZWG 154.20, IRAS10265+2944, PGC 30895) — галактика в созвездии Малый Лев.
Этот объект входит в число перечисленных в оригинальной редакции «Нового общего каталога».
В галактике вспыхнула сверхновая SN 1941B. Её пиковая видимая звёздная величина составила 15,1.
Галактика NGC 3254 входит в состав группы галактик NGC 3254. Помимо NGC 3254 в группу также входят NGC 3245, NGC 3265, NGC 3277, NGC 3245A и PGC 30714.